# Episodi di The Flash (ottava stagione)
L'ottava stagione della serie televisiva The Flash, composta da venti episodi, è stata trasmessa negli Stati Uniti su The CW dal 16 novembre 2021 al 29 giugno 2022.
A causa dell'emergenza COVID-19, la produzione della stagione è iniziata in ritardo, ritardandone la trasmissione.
In Italia la stagione è stata trasmessa su Italia 1 dal 27 agosto al 1º ottobre 2022 nel day-time.
La Graphic Novel #5 intitolata Armageddon contiene 5 episodi (8x01-05), la Graphic Novel #6 intitolata Death Revisited contiene 6 episodi (8x08-13), mentre la Graphic Novel #7 intitolata It's All Negative contiene gli ultimi 4 episodi (8x17-20). Ci sono 2 interludi: Interludio #2 contenente 2 episodi (8x06-07) e Interludio #3 contenente 3 episodi (8x14-16).
Gli antagonisti principali di questa stagione sono Despero, Ronnie Raymond/Deathstorm, le Forze Negative e Eobard Thawne/Anti-Flash.
| n°                | Titolo originale                      | Titolo italiano                      | Prima TV USA     | Prima TV Italia   |
| Armageddon        | Armageddon                            | Armageddon                           | Armageddon       | Armageddon        |
| ----------------- | ------------------------------------- | ------------------------------------ | ---------------- | ----------------- |
| 1                 | Armageddon, Part 1                    | Armageddon - I Parte                 | 16 novembre 2021 | 27 agosto 2022    |
| 2                 | Armageddon, Part 2                    | Armageddon - II Parte                | 23 novembre 2021 | 3 settembre 2022  |
| 3                 | Armageddon, Part 3                    | Armageddon - III Parte               | 30 novembre 2021 | 3 settembre 2022  |
| 4                 | Armageddon, Part 4                    | Armageddon - IV Parte                | 7 dicembre 2021  | 3 settembre 2022  |
| 5                 | Armageddon, Part 5                    | Armageddon - V Parte                 | 14 dicembre 2021 | 3 settembre 2022  |
| Interludio #2     |                                       |                                      |                  |                   |
| 6                 | Impulsive Excessive Disorder          | Disturbo impulsivo eccessivo         | 9 marzo 2022     | 10 settembre 2022 |
| 7                 | Lockdown                              | Lockdown                             | 16 marzo 2022    | 10 settembre 2022 |
| Death Revisited   |                                       |                                      |                  |                   |
| 8                 | The Fire next time                    | La prossima volta il fuoco           | 23 marzo 2022    | 10 settembre 2022 |
| 9                 | Phantoms                              | Fantasmi                             | 30 marzo 2022    | 10 settembre 2022 |
| 10                | Reckless                              | Sconsideratezza                      | 6 aprile 2022    | 17 settembre 2022 |
| 11                | Resurrection                          | Resurrezione                         | 13 aprile 2022   | 17 settembre 2022 |
| 12                | Death Rises                           | L'ascesa della morte                 | 27 aprile 2022   | 17 settembre 2022 |
| 13                | Death Falls                           | La discesa della morte               | 4 maggio 2022    | 17 settembre 2022 |
| Interludio #3     |                                       |                                      |                  |                   |
| 14                | Funeral for a Friend                  | Funerale per un'amica                | 11 maggio 2022   | 24 settembre 2022 |
| 15                | Into the Still Force                  | Dentro la Forza della Staticità      | 18 maggio 2022   | 24 settembre 2022 |
| 16                | The Curious Case of Bartholomew Allen | Il curioso caso di Bartholomew Allen | 25 maggio 2022   | 24 settembre 2022 |
| It's All Negative |                                       |                                      |                  |                   |
| 17                | Keep It Dark                          | Mantieni il segreto!                 | 8 giugno 2022    | 24 settembre 2022 |
| 18                | The Man in the Yellow Tie             | L'uomo con la cravatta gialla        | 15 giugno 2022   | 1º ottobre 2022   |
| 19                | Negative, Part One                    | Negativo - I Parte                   | 22 giugno 2022   | 1º ottobre 2022   |
| 20                | Negative, Part Two                    | Negativo - II Parte                  | 29 giugno 2022   | 1º ottobre 2022   |

## Armageddon - I Parte
- Titolo originale: Armageddon, Part 1
- Diretto da: Eric Dean Seaton
- Scritto da: Eric Wallace

### Trama
Nel 2031 a Central City, l'alieno sensitivo Despero assiste alla fine del mondo. Sei mesi dopo la Godspeed War, le abilità di Barry Allen sono gradualmente migliorate. Dopo aver fermato la collisione di un treno a tempo di record, cattura la banda della scala reale durante un furto di criptovalute. Iris West-Allen dirige il più grande e più forte Central City Citizen Media e intervista Kristen Kramer, che ha sciolto la squadra speciale anti-metaumano. Promuove Allegra, che lotta per controllare il suo nuovo staff, ma è in grado di spostare l'attenzione sulla voce delle persone. Nel frattempo, Ray Palmer arriva a Central City per una convention tecnologica e Chester lo sorprende con un gruppo di start-up tecnologiche, ma Ray rifiuta. Improvvisamente, Despero arriva e attacca la convention tentando di uccidere Barry, accusandolo di essere responsabile della fine del mondo; in suo aiuto interviene Ray in forma di Atom che riesce a mandarlo in un tempo non definito. Cecile conferma che Despero stava dicendo la verità. Più tardi, Ray decide di creare un'organizzazione a nome del padre di Chester che aiuterà le nuove start-up mentre Barry rivela la sua identità a Despero, che gli concede una settimana per dimostrare la sua innocenza.
- Ascolti USA: telespettatori 750 000[1]

## Armageddon - II Parte
- Titolo originale: Armageddon, Part 2
- Diretto da: Menhaj Huda
- Scritto da: Jonathan Butler e Gabriel Garza

### Trama
Despero informa Barry che impazzirà. Il giorno seguente, Barry si reca sul luogo di una rapina dove una guardia di sicurezza è impazzita, lì però la Kramer lo costringe a consegnare il suo distintivo per un'indagine federale che suggerisce che fosse una talpa per Joseph Carver. Successivamente, i laboratori S.T.A.R. vengono perquisiti e chiusi dopo un picco di radiazioni, Barry per evitare che vengano trovati i loro laboratori e scoperta la sua identità è costretto a chiedere a Gideon di nascondere l'accesso ad aree sensibili e a cancellare tutto. Alex Danvers assiste il team Flash nella ricerca su Despero e trova informazioni sul suo pianeta natale, Kalanor, che è stato distrutto da un despota malvagio, e sulla sua fonte di energia, la Fiamma di Py'tar. Frost chiede a Chester di costruire un'arma per danneggiare Despero e preservare la mente di Barry, ma Chester rifiuta perché è pacifista. Con un suggerimento della guardia, Barry insegue e affronta la metacriminale psichica Xotar che lo fa impazzire, Barry rinsavisce dopo aver attaccato la sua squadra. Successivamente affronta nuovamente Xotar fermandola e tornando dalla sua squadra suggerisce di festeggiare con Joe ma viene informato che è morto sei mesi prima. Non credendoci va a casa sua trovandone l'urna, poi Iris accende la televisione dove viene mostrato il filmato di Flash che attacca i residenti di Central City, Barry non ricorda questo episodio o la morte di Joe. Despero arriva per uccidere Barry ma la squadra gli permette di scappare e lui si nasconde nella Sala della Giustizia, dove incontra Jefferson Pierce.
- Ascolti USA: telespettatori 670 000[2]

## Armageddon - III Parte
- Titolo originale: Armageddon, Part 3
- Diretto da: Chris Peppe
- Scritto da: Sam Chalsen

### Trama
Nella Sala della Giustizia Barry chiede a Jefferson di privarlo dei suoi poteri come definito precedentemente con i "protocolli dell'ingiustizia". Jefferson non ne è entusiasta e gli chiede il motivo di tale richiesta. Nel frattempo Iris sospetta che Barry sia stato incastrato e che la morte di Joe sia stata organizzata così indaga con Allegra, scoprendo una serie di coincidenze che suggeriscono che qualcuno stia manipolando gli eventi. Il resto del team cerca di scoprire la posizione di Barry prima che lo faccia Despero, Chester costruisce un macchinario per amplificare i poteri di Cecile mentre lei chiede aiuto a Rosalind Dillon. Mentre cercano di trovare Barry unendo le forze, Jefferson inizia la procedura su Barry ma la interrompe quando menziona Despero; Barry cerca di costringerlo a finire la procedura attaccandolo per poi convincersi che forse non è quello che Oliver avrebbe voluto. Iris torna alla stazione ferroviaria e viene raggiunta da Deon il quale spiega che qualcuno ha attinto alla forza negativa per cambiare la linea temporale e uccidere Joe. Ai laboratori S.T.A.R. Despero accende l'acceleratore di particelle e ne assorbe il potere prima di attaccare Cecile e Dillon che ormai hanno scoperto la posizione di Barry; quando lo raggiunge viene trattenuto da Jefferson permettendo ad Iris e Deon di spiegare cosa hanno scoperto, Barry però non ha abbastanza energie per viaggiare nel futuro ma Deon gliene da un po' della sua permettendogli di viaggiare fino al punto nel tempo in cui si è verificata una anomalia. Arrivato nel 2031 Barry assiste a una futura Iris che celebra il suo fidanzamento con Eobard Thawne insieme al team Flash, Alex, Ryan Choi e Ryan Wilder, i quali non sono contenti di vederlo.
- Ascolti USA: telespettatori 730 000[3]

## Armageddon - IV Parte
- Titolo originale: Armageddon, Part 4
- Diretto da: Chad Lowe
- Scritto da: Lauren Barnett

### Trama
Barry scopre di essere l'Anti-Flash in questa nuova linea temporale e Thawne, che ora è Flash, gli rivela di aver manipolato il tempo uccidendo Joe e di averlo incastrato per gli attacchi a Central City, per poi andare ulteriormente indietro nel tempo per uccidere Barry da bambino e sostituirsi a lui durante il disastro all'acceleratore di particelle che ha dato vita a Flash; gli rivela anche che a mezzanotte la linea temporale chiamata "Anti-Flashpoint" si solidificherà facendo scomparire Barry. Dopo aver tentato invano di convincere i suoi amici che è lui il vero Flash e aver perso il successivo scontro, Barry decide di collaborare con Damien Darhk di questa linea temporale e trama vendetta contro Thawne. I due si introducono nei laboratori S.T.A.R. per recuperare un dispositivo con il quale è possibile sistemare tutte le anomalie temporali generate da Thawne, nel farlo Barry si fa scoprire dal non essere il vero Anti-Flash ma Darhk decide di aiutarlo a ripristinare la linea temporale originale dopo aver appreso che sua figlia Nora Darhk è viva in essa. La velocità richiesta per il ritorno di Barry nel 2021 è molta e provocherà l'Armageddon attraverso disastri naturali a livello di estinzione, quindi Barry fa visita a Iris per salutarla; qui viene raggiunto da Thawne che chiede a Iris di sparargli ma lei gli da modo di scappare. Thawne insegue Barry tentando di fermarlo mentre Darhk tiene a bada Frost, Chillblaine, Choi (come Atom) e Sentinel. Quando Barry torna nel 2021, le modifiche di Thawne vengono annullate e Barry chiede a Despero di controllare lui stesso che il 2031 è salvo mentre Thawne arriva nel 2021 nella Volta Temporale come Anti-Flash.
- Ascolti USA: telespettatori 730 000[4]

## Armageddon - V Parte
- Titolo originale: Armageddon, Part 5
- Diretto da: Menhaj Huda
- Scritto da: Kristen Kim

### Trama
Barry si riunisce con Joe ma i due vengono interrotti da Darhk la cui cancellazione è stata ritardata a causa della sua Pietra del Tempo. Thawne attacca il dipartimento di polizia ma viene fermato da Barry e Mia Queen, che sta cercando suo fratello William Clayton; Thawne chiede a Barry di salvarlo dalla sua stessa cancellazione. Il team Flash deve quindi decidere se salvare o meno Thawne, solo Allegra e Chester vogliono salvarlo; Despero ritorna ed esorta Barry a lasciar morire Thawne ma Joe convince lui e Iris a trovare una soluzione per salvarlo. Despero prende quindi il controllo di Mia costringendola a combattere contro il team Flash mentre lui minaccia di distruggere Central City per eliminare Thawne. Iris e Cecile aiutano Mia a riprendere il controllo mentre Barry, con una nuova tecnologia di Chester, affronta Despero costringendolo ad andarsene. Barry torna ai laboratori e priva Thawne della sua velocità per salvarlo dalla cancellazione e lo manda in custodia all'A.R.G.U.S. Durante una celebrazione, Iris aiuta Mia con una pista su William e la convince a far visita a Felicity Smoak. Darhk dà la sua Pietra del tempo a Joe e dice addio a sua figlia Nora che appare al suo posto. Al Dipartimento di polizia, la sequenza temporale cambia per mostrare Bart Allen e Nora West-Allen in una fotografia con Eddie Thawne del 2014.
- Ascolti USA: telespettatori 720 000[5]

## Disturbo impulsivo eccessivo
- Titolo originale: Impulsive Excessive Disorder
- Diretto da: David McWhirter
- Scritto da: Thomas Pound

### Trama
Dopo il rinnovo dei voti dei loro genitori, Bart e Nora tornano nel 2049 e trovano Jay Garrick vivo ma non zia Joan. Capiscono di aver causato cambiamenti temporali durante la Godspeed War e decidono di tornano indietro alla prima crepa temporale per sistemare il loro errore; viaggiano al 31 dicembre 2013 quando Joe viene colpita a morte durante una rapina di gioielli. Mentre si fingono stagisti della scientifica, cercando di non attirare l'attenzione, vengono visti da Eddie Thawne che li manda a prendere caffè per tutti, durante l'attesa di essere serviti incontrano Avery che sta studiando la meccanica quantistica e i viaggi temporali. I due però devono lasciarla perché la rapina è in corso e si precipitano per evitare che Joe venga colpito, sul posto Bart salva Joe in maniera impulsiva e questo cambia ulteriormente la linea temporale; non si accorgono che nelle vicinanze c'era la metaumana Mona Taylor che ascoltando i loro pensieri mette insieme, in anticipo, la banda della scala e pianifica una rapina in un casinò, dove ci saranno diverse vittime. Con l'aiuto di Avery, Bart e Nora scoprono che non possono fermare la rapina perché già fissata nel tempo, ma possono ridurre le vittime. Bart inizia a mettere al sicuro le persone tenute in ostaggio fino a quando la regina non lo individua facendolo uscire allo scoperto e mettendolo fuori gioco, nel frattempo Nora si dedica alla ricerca delle bombe e una volta recuperate le fa detonare in una zona sicura. Bart bacia Avery e torna nel 2049 con Nora, dove Jay e Joan sono entrambi vivi. Nel presente, dopo che il team flash parte per il pranzo, la spazzola per capelli di Iris scompare.
- Ascolti USA: telespettatori 590 000[6]

## Lockdown
- Titolo originale: Lockdown
- Diretto da: Stefan Pleszczynski
- Scritto da: Christina M. Walker

### Trama
Kramer è frustrata dal modo in cui Flash arresta i criminali e li consegna al dipartimento, e lo dice a Barry. Parlando con Joe gli viene suggerito che Kramer debba essere in contatto diretto con Flash, come faceva lui, ma Barry è titubante. Quella notte, Goldface guida un attacco al dipartimento di polizia alla ricerca di proiettili in grado di rimuovere le abilità metaumane, con il gas mette fuori combattimento Barry, Kramer e tutti gli agenti nel dipartimento. Quando si risvegliano hanno dei braccialetti esplosivi di meta-smorzamento e Goldface chiede a Kramer di consegnargli i proiettili ma lei non vuole, così Barry decide di creare un dispositivo in grado di tracciarli; con una distrazione lui e Kramer fuggono. Una volta al sicuro si accorge che le abilità mimiche di Kramer sono in grado di mandarli in cortocircuito ma lei non è capace di controllare i suoi poteri, Barry la ispira a imitare le capacità di Goldface per distrarlo il tempo necessario a liberarsi dal suo braccialetto, così riesce a sconfiggere Goldface e i suoi uomini. Più tardi Barry le rivela la sua identità, anche se lei l'aveva già capito, e accetta di addestrarla e comunicare con lei. Nel frattempo, Caitlin e il suo appuntamento con il dottor Marcus Ficus vengono interrotti da Frost e Mark (Chillblane). Caitlin esprime con rabbia la sua sfiducia per Mark, anche se più tardi lui la aiuta a rendersi conto che aveva paura di impegnarsi con Marcus e invece si è concentrata sul suo odio; poi Caitlin si scusa con Frost e Mark. Nel frattempo, gli oggetti nella casa di Joe iniziano a scomparire e Iris sembra perdere la cognizione del tempo.
- Ascolti USA: telespettatori 560 000[7]

## La prossima volta il fuoco
- Titolo originale: The Fire Next Time
- Diretto da: David McWhirter
- Scritto da: Joshua V. Gilbert

### Trama
Jaco Birch, metaumano recentemente in libertà condizionata, viene arrestato con l'accusa di omicidio per l'incenerimento del manager di O'Shaugnessy Stan Mullen con cui è stavo visto litigare la notte prima. Dichiara la sua innocenza e il suo desiderio di essere presente per suo figlio Harold e Flash vuole credergli. Non essendoci prove concrete contro Jaco ed essendo il compleanno di Henry Allen, Barry cerca di convincere la sua squadra dell'innocenza di Jaco; anche quando lui fugge e viene trovata incenerita la barista Donna Winters che lo aveva accusato. Ai laboratori Barry sottopone alla squadra alcune prove che sembrano confermare l'innocenza di Jaco e chiede aiuto a Chester per analizzarli meglio, scopre così che i metodi per bruciare non corrispondono alle abilità di Jaco. Flash e Frost rintracciano e impediscono a Jaco di rapire suo figlio dai servizi sociali e lavorano insieme per fermare l'eruzione di un canale di lava. Quella notte, Jaco e Harold si riuniscono mentre la famiglia di Joe festeggia simbolicamente il compleanno di Henry. Successivamente, il Team Flash concentra i propri sforzi sulla ricerca del vero assassino.
Alla CCC Media, per una nuova rubrica, Iris chiede ad Allegra di lavorare con Taylor per intervistare e scrivere un articolo sull'influencer dei social media Rosie Levin, durante l'intervista però Allegra si allontana e decide di scrivere un articolo che coinvolge l'ex detenuta Lydia Sanchez. Iris decide di pubblicare l'articolo di Allegra non prima di farle notare di non aver seguito il suo ordine di lavorare con Taylor e le chiede di scusarsi con lei, Allegra ci prova ma Taylor si rifiuta di ascoltare.
- Ascolti USA: telespettatori 690 000[8]

## Fantasmi
- Titolo originale: Phantoms
- Diretto da: Stefan Pleszczynski
- Scritto da: Jeff Hersh

### Trama
Deon fa visita a Iris per curare la sua "malattia del tempo", anche se non è sicuro di cosa sia o come l'abbia contratta. Barry e Chester scoprono un altro incenerimento e ne estraggono una misteriosa "Fiamma Nera". Chester ha un incubo in cui essa esplode. La Fiamma Nera esplode realmente e Chester teme che sia il fantasma di suo padre Quincy. La Fiamma come Quincy e colpisce ancora; Cecile si rende conto che si sta nutrendo del dolore di Chester. Chester supera il dolore e la Fiamma scompare. Joe ritorna e afferma che le vittime incenerite stavano affrontando un trauma e la squadra deduce che la Fiamma Nera è un'entità senziente che cerca di sopravvivere. Nel frattempo, Iris e Sue Dearbon si recano a Coast City per indagare sul fantasma di Coast City, che identificano come Tinya Wazzo. Durante la sua ricerca, Iris si apre a Sue sulla sua malattia del tempo. Trovano Tinya a casa della madre adottiva defunta. Ha anche cercato la sua madre naturale, che l'ha abbandonata, e Iris la convince a venire con lei e Sue. Quella notte, Deon fa visita a Iris con cattive notizie.
- Ascolti USA: telespettatori 540 000[9]

## Sconsideratezza
- Titolo originale: Reckless
- Diretto da: Kellie Cyrus
- Scritto da: Jess Carson

### Trama
Deon dice a Barry e Iris che si sta creando una frattura del tempo intorno a lei. Dopo che Frost è stato attaccata dalla Fiamma Nera, lei e Carla Tannhauser mettono in atto un piano per amplificare le capacità criocinetiche di Frost per estrarla e intrappolarla in una sfera di fusione, ma falliscono e Frost viene ferita. Caitlin è sconvolta dal fatto che Carla abbia usato Frost come esca, ma Carla rivela che presto anche Caitlin svilupperà abilità criocinetiche e che il piano funzionerà se lei e Frost estrarranno la Fiamma Nera insieme. Tuttavia, l'integrità strutturale della sfera è compromessa e Carla va in arresto cardiaco, quindi Frost la tira fuori e la Fiamma Nera scappa. A Coast City, Iris e Sue portano Tinya in un'agenzia di adozione per trovare sua madre ma trovano delle difficoltà: dopo una veloce telefonata risolutrice di Sue, l'addetta alla reception esce per una pausa e quando torna trova l'intera stanza completamente vuota. Tinya trova sua madre Renee e parlano ma gli occhi di Iris lampeggiano di verde e Renee svanisce in una luce verde. Nel frattempo, la Fiamma Nera appare a Caitlin e le parla usando la voce di Ronnie Raymond.
- Ascolti USA: telespettatori 570 000[10]

## Resurrezione
- Titolo originale: Resurrection
- Diretto da: Greg Beeman
- Scritto da: Emily Palizzi

### Trama
Ronnie implora Caitlin di salvarlo. Ai laboratori S.T.A.R. , riconosce ciascuna delle vittime della Fiamma Nera e si rende conto che l'ha cercata. Nonostante i sospetti di Barry che la Fiamma Nera la stia manipolando, lei e Chester escogitano un piano per salvarlo. Lo dice anche a Marcus che poi la lascia. Ronnie contatta Cecile e la implora di liberarlo. Lei sente la sua agonia e decide di aiutarlo. La Fiamma Nera va quindi dove Ronnie e Caitlin si sono proposti l'un l'altro e Flash cerca di intrappolarla nella sfera di fusione. Caitlin e Frost arrivano e la liberano, e Cailtin usa una giuntatrice quantistica sulla Fiamma Nera; Ronnie viene liberato e sviene. Nel frattempo, Allegra teme che la tecnologia all'avanguardia di Chester finisca nelle mani sbagliate, quando scopre che l'amico fa dirette online mentre costruisce i dispositivi utili al team e lo convince a non connettersi. Nel frattempo a Coast City, dopo quello che è successo a sua madre, Tinya abbandona con rabbia Iris, la quale poco dopo svanisce in una luce verde. Sue torna a Central City e lo dice a Barry. Quella notte, Ronnie si sveglia e rivela a Caitlin che non è il vero Ronnie e si trasforma in Deathstorm.
- Ascolti USA: telespettatori 640 000[11]

## L'ascesa della morte
- Titolo originale: Death Rises
- Diretto da: Philip Chipera
- Scritto da: Alex Boyd

### Trama
Flash salva Caitlin da Deathstorm, che fugge e continua a incenerire le persone in lutto, quindi Kramer mobilita il CCPD. Ai laboratori S.T.A.R. Barry e gli altri cercano un modo per trovare il mostro e all'eroe viene in mente una soluzione: usare i poteri sinaptici di Cecile. Poco dopo, la donna inizia la sua ricerca per rintracciare Deathstorm ma lui, dopo essere entrato nel corpo della donna, dice ai presenti che vuole avere Caitlin. Dopo aver mandato un'immagine di Esperanza Garcia che combatte contro Allegra, Deathstorm rapisce Caitlin e annuncia la sua intenzione di farla sua sposa ma la lascia andare affermando che non è pronta. Il Team Flash deduce che il dolore di Ronnie è stato trasportato via dalla singolarità e che ha viaggiato nello spazio negli ultimi sette anni. Chester prevede di modificare la Camera di potenziamento mentale per emettere energia cosmica che può danneggiare le volontà di Deathstorm e Frost si offre spontaneamente per sfruttarla. Nel frattempo, Iris ritorna inspiegabilmente in quanto la sua malattia del tempo l'ha trascinata nella Forza della Staticità che l'ha salvata. Tuttavia, infetta Deon, impedendogli di vedere il suo futuro e facendo svanire anche lui. Dopo un'ennesima emicrania, questa volta più forte e potente, Sue riesce a impedire che anche Iris faccia la stessa fine, facendole un discorso risolutore. Quella notte, Eddie Thawne appare nel suo appartamento.
- Ascolti USA: telespettatori 560 000[12]

## La discesa della morte
- Titolo originale: Death Falls
- Diretto da: Chris Peppe
- Scritto da: Sam Chalsen

### Trama
Il fantasma di Eddie (evocato da Deathstorm) tenta di spingere Iris a piangere la sua morte, ma lei resiste. Ai laboratori S.T.A.R., Caitlin, Frost, Barry e Chester hanno quasi completato il MAC. Deathstorm attacca i laboratori S.T.A.R. e invia i fantasmi del passato del Team Flash per perseguitarli e nutrirsi del loro dolore. Deathstorm dice a Frost che non ha dolore o emozioni reali, poiché è una copia di Caitlin e creata solo per proteggerla. Mark arriva ai laboratori S.T.A.R. per aiutare ed è in grado di aiutare Frost a trasformarsi in Hellfrost. Attirano Deathstorm in una trappola e Hellfrost riesce a sconfiggere Deathstorm e a distruggerlo ma a costo della sua stessa vita.
- Ascolti USA: telespettatori 530 000[13]

## Funerale per un'amica
- Titolo originale: Funeral for a Friend
- Diretto da: Vanessa Parise
- Scritto da: Jonathan Butler e Gabriel Garza

### Trama
Il Team Flash fatica ad adattarsi all'assenza di Frost. Allegra e Cecile si uniscono a Flash sul campo per fermare Blockbuster, un rapinatore di banche che ha rubato un potente exosuit dai Laboratori Ivo, ma non riescono a fermarlo e lui fugge con una tecnologia di occultamento irrintracciabile. Iris fatica a scrivere il necrologio di Frost, sebbene sia in grado di raccogliere storie dal pubblico sull'impatto positivo di Frost. Mentre Chester e Allegra discutono sul modo giusto per onorare Frost, Mark si ubriaca da O'Shaughnessy's. Barry completa tutti gli elementi della lista dei desideri di Frost. Dopo essere stata convinta da Barry ad andare al funerale, Caitlin si rende conto che la voce di Frost sopravvive in lei. Caitlin porta Mark nel suo appartamento e decide di riportare in vita Frost. Quella notte, dopo aver discusso dei nuovi alleati di Flash sul campo con Taylor alla CCC Media dopo la sconfitta di Blockbuster, Iris svanisce in una polvere verde.
- Ascolti USA: telespettatori 480 000[14]

## Dentro la Forza della Staticità
- Titolo originale: Into the Still Force
- Diretto da: Eric Wallace
- Scritto da: Lauren Barnett e Christina M. Walker

### Trama
Barry si sveglia e scopre che Iris è scomparsa e chiede aiuto a Tinya, ma senza successo. Deon ritorna e afferma che Iris si è persa nella forza della staticità. Contro il consiglio di Joe, Barry lo segue con un sensore isotopico che può aiutare a localizzare Iris. Trovano Renee, ma lei scompare di nuovo. Deon trova quindi una particella temporale al posto di Iris, ma la ruba, distrugge il sensore e scappa. Barry rimane intrappolato in una rappresentazione della casa di Joe con Nora, che Deon ha trascinato dentro dal 2049. Alla fine, Barry è in grado di connettersi alla Forza della Staticiità e lui e Nora sono in grado di sfondare le barriere temporali che bloccano la loro uscita e di scappare. Nel frattempo, Kramer porta Chester per analizzare un dispositivo trovato dopo un'esplosione. Scopre che è stato costruito utilizzando la sua tecnologia super avanzata, ma in seguito scopre che era nel tentativo di fornire acqua calda ai cittadini bisognosi. Più tardi, qualcuno entra nel computer di Chester e scarica tutti i suoi file. Sebbene inizialmente riluttante, Mark accetta di aiutare Caitlin a riportare in vita Frost.
- Ascolti USA: telespettatori 550 000[15]

## Il curioso caso di Bartholomew Allen
- Titolo originale: The Curious Case of Bartholomew Allen
- Diretto da: Caity Lotz
- Scritto da: Thomas Pound e Jess Carson

### Trama
David Singh chiede a Barry di individuare un vettore di assorbimento gamma rubato ai Mercury Labs. Trova il ladro, Pytor Orloff, ma viene colpito dalla schiera dei raggi gamma, facendolo invecchiare di 30 anni. Più Barry usa la sua velocità, più velocemente invecchierà. Lotta per catturare Orloff mentre soffre di dolore fisico e perdita di memoria. Lui e Cecile trovano un laptop con il suo lavoro e Chester deduce che il piano di Orloff è quello di diventare immortale rubando energia a tutti a Central City, invecchiandoli di centinaia di anni. Attiva la sua macchina, sebbene Barry sia in grado di forzare il campo gamma all'indietro, invertendo la carica di energia e ripristinando le modifiche a Orloff e Barry. Barry viene ridotto all'età di 29 anni e Orloff viene mandato in prigione. Una settimana dopo, Barry va a casa di Caitlin e viene a sapere del suo piano per riportare in vita Frost. La donna, che si rifiuta di accettare che Frost se ne sia andata, cerca in tutti i modi di convincere l'eroe che sta facendo la cosa giusta ma Barry non è d'accordo e, prima di andarsene, distrugge la sua attrezzatura.
- Ascolti USA: telespettatori 540 000[16]

## Mantieni il segreto!
- Titolo originale: Keep It Dark
- Diretto da: Danielle Panabaker
- Scritto da: Kristen Kim e Emily Palizzi

### Trama
Un nuovo velocista ferma un incendio ai Laboratori Ivo, ma ruba anche una batteria Newton. Temendo che potesse essere Thawne, Barry va a controllare su Lian Yu. Thawne è a conoscenza della morte di Frost e deduce che il velocista ha appiccato il fuoco per caso. Nel frattempo, Lydia informa Allegra dell'ostilità della loro ex banda, gli Arañas, ora guidati da Kimiyo Hoshi e Millie Rawlins. Attaccano il CCC Media durante un'intervista, quindi Chester attiva un campo di forza. Le due donne minacciano di uccidere tutti se non consegnano loro Lydia e la ragazza, come gesto altruista, vorrebbe consegnarsi ma viene bloccata da Chester. Nel frattempo Taylor espone Allegra a tutti i suoi colleghi come un ex membro degli Arañas, quindi Allegra si rivela come la meta basata sulla luce che aiuta Flash, per riconquistare la loro fiducia. Allegra tiene a bada Hoshi e Rawlins mentre Lydia espone gli Araña dal vivo, spingendoli a fuggire. Taylor si riconcilia con Allegra, ma le dice anche che non può nascondersi dal mondo. Caitlin dice al Team Flash che ha bisogno di fare un passo indietro per capire le cose. Quella notte, Flash cattura il velocista misterioso che restituisce la batteria Newton. Il velocista si rivela come la creatrice della batteria e CEO dei Laboratori Fast Track, Meena Dhawan. Flash accetta di farle da mentore.
- Ascolti USA: telespettatori 580 000[17]

## L'uomo con la cravatta gialla
- Titolo originale: The Man in the Yellow Tie
- Diretto da: Marcus Stokes
- Scritto da: Sam Chalsen

### Trama
Dopo aver addestrato Meena, a Barry viene mostrata la Camera di oscillazione del fulmine biometrico (BLOC), che le garantisce velocità. Lo presenta al suo co-inventore: Eobard Thawne, con la sua faccia originale, anche se non ricorda il suo passato o Barry. Su Lian Yu, il Thawne imprigionato teorizza che l'altro provenga da un'altra linea temporale. Barry cerca di impedire a Meena di usare il BLOC, ma lei lo usa lo stesso e si collega alla Forza della Velocità Negativa iniziando a prosciugare le giunzioni di alimentazione. Il nuovo Thawne afferma di essersi innamorato di Meena e di aver avuto visioni del BLOC, ma non era a conoscenza della NSF. Lui e il Team Flash trovano Meena a Keystone City e riescono a disconnettere Meena dalla NSF. Più tardi, Ray Palmer informa il Team Flash che Flashpoint Thawne è stato rianimato dagli Spettri del Tempo e Barry teorizza che sia stato rianimato per una ragione e che c'entri con Meena. Nel frattempo, i poteri di Cecile crescono quando interrompe una rapina in banca e un tentativo di borseggio. Mark contatta Caitlin con un nuovo piano per far rivivere Frost. John Diggle si avvicina a Thawne su Lian Yu per chiedere aiuto nell'aprire la sua scatola, ma poi sceglie di rimanere con la sua famiglia invece di accettare il suo potere. Deon fa visita al Thawne imprigionato e gli dice che è tempo di "compiere il suo destino".
- Ascolti USA: telespettatori 500 000[18]

## Negativo - I Parte
- Titolo originale: Negative, Part One
- Diretto da: Jeff Byrd
- Scritto da: Jonathan Butler e Gabriel Garza

### Trama
Flash rivela la sua identità a Meena e le dà il soprannome di Fast Track. Deon uccide il Thawne imprigionato e attacca Meena e Flashpoint Thawne insieme alle controparti della Forza Negativa di Alexa Rivera e Bashir Malik. Iris riappare nel 2049 e Joan Williams informa Bart e Nora che il corpo di Iris è inondato di tachioni negativi, impedendole di tornare nel 2022. Nora si reca lì per informare il Team Flash. Nel frattempo, Mark fa entrare Caitlin nella Camera di Resurrezione della Coscienza (CRC). Cecile si rende conto di aver rubato i poteri di Rosalind Dillon, quindi Joe la porta a Iron Heights in modo che Cecile possa testare i suoi poteri contro Mona Taylor, ma finisce per rubare anche i suoi poteri. Più tardi, Barry aiuta Meena a condividere la sua velocità con Flashpoint Thawne e combattono le forze negative. Deon evoca Iris e la usa come sacrificio dagli attacchi di Flash per resuscitare il morto Thawne nel corpo dell'altro che poi fugge.
- Ascolti USA: telespettatori 590 000[19]

## Negativo - II Parte
- Titolo originale: Negative, Part Two
- Diretto da: Marcus Stokes
- Scritto da: Eric Wallace

### Trama
Le forze negative trasformano Thawne nel loro nuovo avatar. Nella Forza della Velocità negativa, spiegano a Barry che questa è la loro vendetta per quando li ha indeboliti rimuovendo la velocità di Thawne. Barry, Meena, Bart e Nora combattono contro Thawne a Central City, ma lui manda gli ultimi tre indietro nel tempo. Nel frattempo, Cecile salva Bashir e gli trasferisce i suoi poteri che usa per salvare le altre forze in modo che possano aiutare Barry. Iris viene salvata dalla Pietra del Tempo. Con l'aiuto delle Forze, Barry inverte un potente attacco di Thawne su di lui, rimuovendolo dalla linea temporale. Dopo che l'universo si è "reimpostato", Iris è guarita dalla sua malattia del tempo e i velocisti tornano al loro tempo natale. Il BLOC è depotenziato e Meena perde la velocità. Il CRC non funziona correttamente e Mark incontra qualcuno che afferma di essere "un amico". I poteri di Mona e Dillon vengono ripristinati mentre Cecile sviluppa la telecinesi. Tinya e Renee si sono riunite. Iris afferma che la NSF troverà un nuovo avatar e Barry afferma che sarà pronto. Un cristallo blu viene mostrato in un laboratorio nel 2049.
- Ascolti USA: telespettatori 560 000[20]